# Poa compressa
Espèce
Poa compressa, le pâturin comprimé ou pâturin du Canada, est une espèce de plantes herbacées de la famille des Poacées semblable au Pâturin des prés (Poa pratensis). Elle est originaire d'Eurasie et d'Afrique du Nord, mais a été introduite presque partout dans le monde. Elle pousse sur les vieux murs, dans les espaces entre les pavés, dans prairies sèches et caillouteuses et divers autres habitats. Elle a une tige aplatie de 23 à 30 cm de haut et une panicule gris vert avec des fleurs violacées.

## Liste des sous-espèces et variétés
Selon Tropicos (30 octobre 2017) (Attention liste brute contenant possiblement des synonymes) :
- Poa compressa proles langeana (Rchb.) Asch. & Graebn.
- Poa compressa subsp. compressa
- Poa compressa subsp. langeana (Rchb.) Nyman
- Poa compressa var. compressa
- Poa compressa var. depauperata Mutel
- Poa compressa var. effusa Tausch ex W.D.J. Koch
- Poa compressa var. expansa N.Bohling & H. Scholz
- Poa compressa var. muralis Opiz
- Poa compressa var. polynoda (Parn.) Asch. & Graebn.
- Poa compressa var. psammophila Beck
- Poa compressa var. sylvestris Torr.
- Poa compressa var. umbrosa Beck
- Poa compressa var. virescens d'Urv.